# ایرو اوما
ایرو اوما (به اسپانیایی: Iru Uma) یک کوه در پرو است که در منطقه موکگوا واقع شده‌است. ایرو اوما ۵٬۰۵۵ متر بالاتر از سطح دریا واقع شده‌است.